# 鳥取情報ハイウェイ
鳥取情報ハイウェイ（とっとりじょうほうハイウェイ、TOTTORI INFORMATION HIGHWAY）は、鳥取県企画部情報政策課ネットワーク基盤担当、および鳥取県の第三セクターであるシステムインテグレーターの株式会社鳥取県情報センター（とっとりけんじょうほうセンター、TOTTORI PREFECTURE INFORMATION-CENTER、略称TIC）によって運営されている地域インターネットエクスチェンジ（IX）。

## 概要
鳥取情報ハイウェイは、日本の学術ネットワークと商用インターネットサービスプロバイダ（ISP）などを繋ぐ、相互接続の問題を研究するためのプロジェクトとして2001年1月に発足し、その実用化実験の接続点として構築された。実証的な研究を行うため、実際にネットワークを相互に接続するためのポイントを用意し、このポイントを用いて研究を行うことにした。同時に、情報格差対策として、過疎地域を含めた県内全域にブロードバンドインターネット接続網の整備を行うための基盤整備としても位置づけられている。
2007年3月15日に鳥取県のISP3社による民間の地域IXである鳥取IX協議会と、2007年9月18日に岡山県による県営の地域IXである岡山情報ハイウェイとの相互接続を開始した。

## 歴史
- 2001年1月 鳥取県が「IT社会の実現に向けたアクションプログラム～とっとりIT戦略プログラム～」を策定。
- 2003年3月 NOC（鳥取市） - 倉吉POP（倉吉市） - 米子POP（米子市）間の運用を開始。
- 2004年4月 NOC（鳥取市） - 八頭POP（郡家町（現・八頭町））間、米子POP（米子市） - 日野POP（日野町）間の運用を開始。
- 2004年7月14日 学術地域IXとっとり相互接続実験協議会が発足。相互接続事業・接続実験を開始。
- 2006年3月31日 学術地域IXとっとり相互接続実験協議会が解散。相互接続事業・接続実験を終了。
- 2007年3月15日 鳥取IX協議会との相互接続を開始。
- 2007年9月18日 岡山情報ハイウェイとの相互接続を開始。岡山情報ハイウェイ津山POP（岡山県津山市） - 鳥取情報ハイウェイ智頭POP（鳥取県智頭町）間は国土交通省が河川・道路管理用に整備（国道53号沿いに敷設）した光ケーブル網を賃借利用。

## 事業所
- 鳥取県企画部情報政策課
  - 鳥取県鳥取市東町一丁目220番地（鳥取県庁本庁舎6階）
- 鳥取情報ハイウェイ管理センター
  - 鳥取県鳥取市東町一丁目220番地（鳥取県庁議会棟別館1階・TIC鳥取県庁事務所内）

鳥取県情報センター
- 本社
  - 鳥取市寺町50番地 NTT寺町ビル6階
- 米子市役所事務所
  - 米子市加茂町一丁目1番地

## 主な接続団体

### 行政機関
- 鳥取県庁
- 鳥取県警察本部
- 国土交通省中国地方整備局鳥取河川国道事務所
- 鳥取県東部広域行政管理組合
- 鳥取県西部広域行政管理組合
- 鳥取中部ふるさと広域連合
- 南部箕蚊屋広域連合

このほか、鳥取県内の全市町村に導入されている。

### 教育機関
- 鳥取大学（鳥取キャンパス・米子キャンパス）
- 岡山大学（三朝キャンパス）
- 公立鳥取環境大学
- 鳥取短期大学
- 米子工業高等専門学校
- 鳥取県教育センター
- 鳥取県立青谷高等学校

### 医療機関
- 鳥取大学医学部附属病院
- 岡山大学病院三朝医療センター
- 鳥取県立中央病院
- 鳥取県立厚生病院

### 通信事業者
- 西日本電信電話株式会社（NTT西日本）
- 株式会社エネルギア・コミュニケーションズ（エネルギアコム）
- KDDI株式会社
- ソフトバンクテレコム株式会社
- 楽天コミュニケーションズ株式会社

### インターネットサービスプロバイダ
- KDDI株式会社（au one net）
- 株式会社NTT西日本-東中国（MEON）
- 株式会社富士通中国システムズ（InfoSakyu）
- 株式会社エヌディエス（TikiTikiインターネット）
- 株式会社アピオン
- 株式会社エネルギア・コミュニケーションズ（CCCN・MEGA EGG・アーバンインターネット・do!up）
- 鳥取IX協議会（ToRino-IX）加盟インターネットサービスプロバイダ
  - 株式会社サンメディア
  - 株式会社コンピュータ・サービス（ペアーズ）
  - 有限会社ウイル（H.A.L、ハルインターネット）

### 放送事業者
- NHK鳥取放送局

### ケーブルテレビ
区域外再放送やエリア内IXへの活用を行っている。
- 日本海ケーブルネットワーク株式会社（NCN）
- 株式会社鳥取テレトピア（いなばぴょんぴょんネット）
- 鳥取中央有線放送株式会社（TCC）
- 株式会社中海テレビ放送
- 伯耆町有線テレビ放送

### 一般企業
社内イントラネットの構築に用いている。

### その他
- 株式会社鳥取県情報センター（TIC）
- 財団法人鳥取県産業振興機構
- 財団法人鳥取県文化振興財団
- 財団法人鳥取県建設技術センター
- 鳥取県国民健康保険団体連合会

## 接続場所（アクセスポイント）
- NOC
  - 鳥取県鳥取市東町一丁目220番地（鳥取県庁議会棟別館1階・TIC鳥取県庁事務所内）
- 寺町POP
  - 鳥取県鳥取市寺町50番地（NTT寺町ビル・TIC本社）
- 八頭POP
  - 鳥取県八頭郡八頭町郡家77番地（NTT郡家ビル）
- 智頭POP
  - 鳥取県八頭郡智頭町智頭1506番地1（NTT智頭ビル）
- 倉吉POP
  - 鳥取県倉吉市住吉町60番地5（NTT倉吉ビル）
- 天神POP
  - 鳥取県東伯郡湯梨浜町長瀬1517番地（天神川流域下水道天神浄化センター）
- 羽合POP
  - 鳥取県東伯郡湯梨浜町久留19番地1（湯梨浜町役場）
- 北条POP
  - 鳥取県東伯郡北栄町土下112番地（北栄町役場北条庁舎）
- 米子POP
  - 鳥取県米子市糀町一丁目160番地（鳥取県西部総合事務所）
- 日野POP
  - 鳥取県日野郡日野町根雨658番地1（NTT根雨ビル）